# Anna Maria Sterck
Anna Maria Sterck (* 26. August 1668 in Engelswies (Herrschaft Gutenstein, Grafschaft Sigmaringen; heute Ortsteil von Inzigkofen); † 22. September 1679 in Sigmaringen) war ein Mädchen, das als Hexenkind verfolgt und im Alter von elf Jahren und vier Wochen hingerichtet wurde.

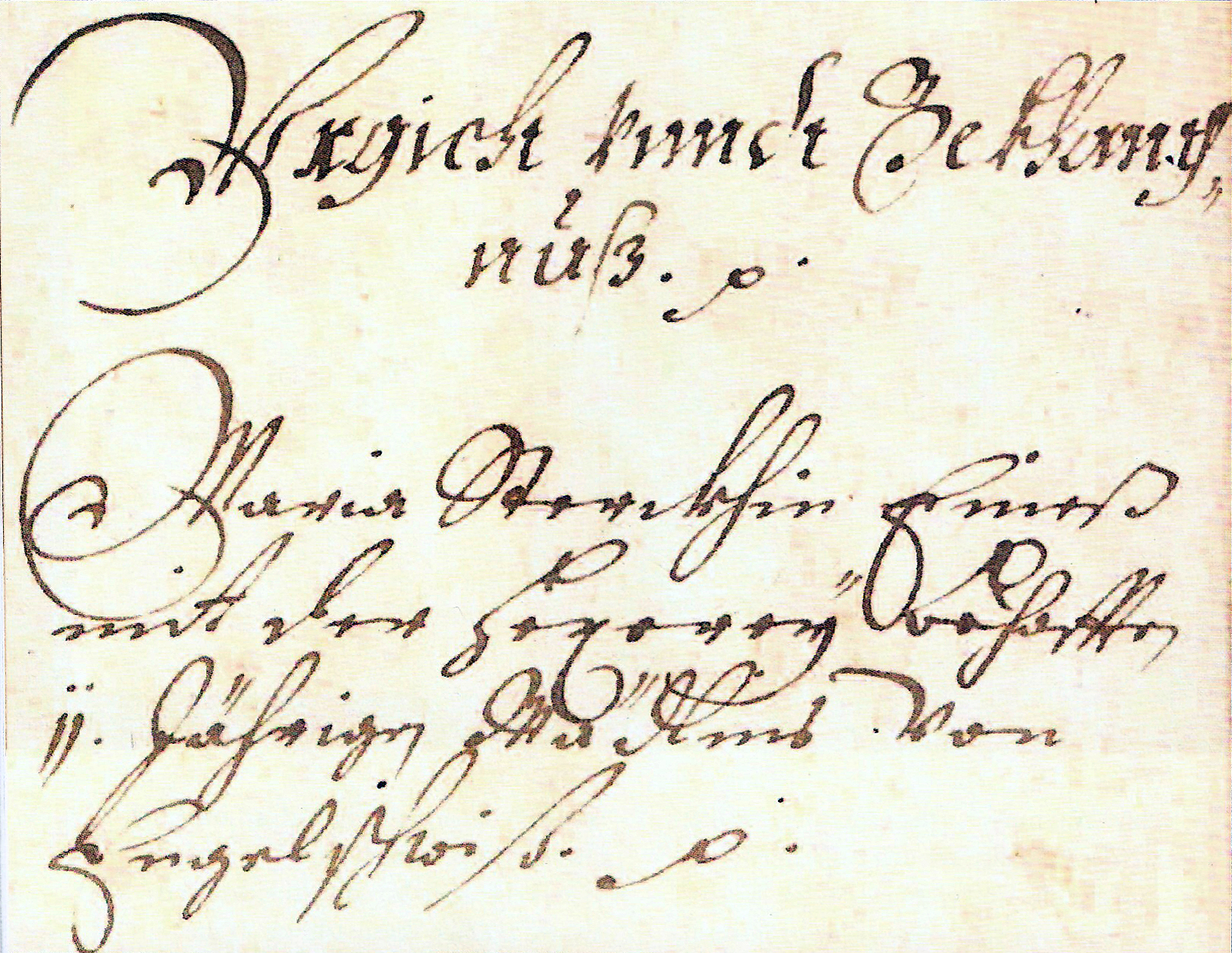
Titelseite der Akte Anna Maria Sterck: „Urgicht unndt Bekhanthnuß Maria Sterckhin eines mit der Hexerey behaften 11 jährigen Mädlins von Engelschwiß“, 1679.

## Leben
Anna Maria Sterck stammte aus einfachen Verhältnissen in Engelswies. Sie hatte einen um zwei Jahre jüngeren Bruder Johannes. Als die Kinder (spätestens 1676) Vollwaisen wurden, wurden sie in die Krämersfamilie Kickenmayer aufgenommen. Wohl bald nach der Aufnahme fiel es der Pflegefamilie schwer, den Unterhalt der Kinder zu finanzieren. Hans Kickenmayer beklagte sich 1676 über diese Situation und über die Kinder selbst bei der Regierung in Sigmaringen. Er erzählte über die Kinder „Hexengeschichten“ und dass ihr Verhalten auffällig sei: sie lagen im Bett beieinander „wie zwey Eheleuth“. In ihrem Umfeld brachte sich Anna Maria zudem durch ihr kindliches Spiel in Hexenverdacht: So setzte sie sich einmal mit gespreizten Beinen auf die Heu rupfende 13-jährige Tochter Kickenmayers, um auf ihr auszufahren und ließ erst von ihr ab, als diese begann, heilige Worte auszurufen. Zudem berichtete sie mehrfach von ihren Ausflügen zum Hexentanz. Zunächst kümmerte man sich in Sigmaringen nicht weiter darum.
Die Situation verschärfte sich aber und Anfang des Jahres 1678 war die Familie Kickenmayer entschlossen, die Kinder um jeden Preis loszuwerden. Man plante die Kinder fortzubringen und im Fluss ertränken zu lassen. Dies kam aber heraus, was die Sigmaringer Regierung zwang, sich mit dem Fall erneut zu befassen. Da die Familie Kickenmayer Vorwürfe der Hexerei gegen die Kinder erhob, lud man sie am 28. März 1678 in die Regierungskanzlei vor. In dem Verhör berichtete dann Anna Maria bereitwillig, dass ihr Vater, der Hexenmeister gewesen wäre, sie in der Hexerei unterrichtet habe und dass sie mit ihm zum Hexentanz ausgefahren sei. Auf Drängen gab sie auch zu, dass sie ein inzestuöses Verhältnis mit ihrem Bruder hätte. Außerdem erzählte sie, dass die Teufelsfigur Jockele „ihme Bluth aus dem Herzen genommen“ habe, um ihren Namen aufzuschreiben. Trotz dieser und anderer Geständnisse wurden die Kinder wieder nach Hause geschickt. Offenbar wusste die Obrigkeit in Sigmaringen nicht, wie mit diesem Fall umzugehen sei, betrachtete die Kinder als sittlich verwahrlost und ordnete eine verstärkte Erziehung an. Das Mädchen hatte offenbar eine lebhafte Phantasie und nahm den weitverbreiteten Hexenglauben auf. Aus der heutigen Sicht erscheint so etwas verständlich. Anna Maria flüchtete auf diese Weise aus dem Leben, in dem sie sich als überflüssig und störend empfinden musste. Dabei wusste Anna Maria über die möglichen Folgen Bescheid. Im Alter von acht Jahren ließ Anna Maria gegen des Kickenmayers Tochter vernehmen, „es wüsse wohl daß dessen vatter nacher Sigmaringen seye, allwo er vil von ihme plaudere vndt sage, es wolle ein andsmahl wol schweigen dan mann gern hette, das mann ihme den kopf abschlagen vndt verbrennen thäthe“.
Am 26. November 1678 wurden die Geschwister Sterck im Schloss Sigmaringen inhaftiert und voneinander separiert. Sie hatten sich wiederholt selbst der Hexerei bezichtigt. Im Laufe der monatelangen Haft führte man mehrere Verhöre durch. Die Kinder erzählten dabei ausführlich von ihren Hexenkünsten. Meistens verwendete man darin keinen Zwang, manchmal half man mit Drohungen nach oder strich sie mit Ruten. Einmal drohte man dem Mädchen mit sofortiger Verbrennung, wenn es nicht bei der Wahrheit bleibe. Nach rund einem halben Jahr starb Johannes Sterck am 16. April 1679 in der Haft an Pocken. In ihrer Not verrannte sich die junge Anna Maria immer tiefer in ihre Fantasien. Mehrfach berichtete sie, dass ihr in der Nacht der Teufel erschienen sei und sie Wächtern, deren Kinder und Angehörigen, dem Gesellen des Hofschreiners sowie weiteren Personen, unterschiedliche Leiden wie Blattern, Geschwülste, Leibschmerzen und andere Krankheiten, sowie einem Wächter Flöhe in den Strumpf gezaubert habe, die ihn sehr geplagt hätten. Schließlich wurde Anna Maria besiebnet und gab die bekannten Hexenverbrechen zu Protokoll: Unzucht mit dem Teufel und ihrem Bruder getrieben, Schaden an Mensch und Tier verübt, ein Hagelwetter verursacht, Abkehr von Gott und allen Heiligen, Mäuse und anderes Ungeziefer gezaubert.
Damit war ihr Schicksal besiegelt. Ein in Auftrag gegebenes, informelles Gutachten bescheinigte dem Gericht, dass trotz der Bemühung von Eltern und Pflegern bei einem unschuldigen Waisenkind, das sein Brot durch Betteln verdiehe und ein Leben im Müßiggang geführt habe, der Teufel leichtes Spiel hatte und keine Hoffnung auf Besserung bestünde, sondern die Gefahr bestände, dass es mit fortschreitender Jugend der Bosheit und bekannten Untaten der Hexerei noch ärger verfiele. Der Gutachter sah daher die Bedingungen für eine Hinrichtung, trotz ihres Alters, von Rechts wegen als erfüllt und empfiehlt [ad modum mortis], „es solte (dem medlein) ob lentitudinem (angesichts der Langsamkeit) des bads und aderschlagens (da die Gefahr besteht, dass die sterbende Seele durch den Griff des Teufels noch Schaden nimmt)“, das Bad nur angetäuscht und „geschwind und gleichsamb ihrer ohnvermerkht (unbemerkt), das haubt abgeschlagen werden“. Seiner Empfehlung, ein weiteres Gutachten bei der Justizfakultät Ingolstadt einzuholen, folgt das Gericht nicht.
Nach zehnmonatiger Haft, am 19. September 1679, wurde Anna Maria im Beisein der hierzu berufenen sieben Zeugen und ihres gerichtlichen Beistands und Fürsprechers, ihr gemachtes Geständnis (Urgicht) öffentlich verlesen und von ihr nochmals in allen Punkten bekannt und bestätigt und ihr daraufhin der Tod angekündigt, „darüber sie sich damahls vnd selbigen tag sehr alteriert, den bößen feind verfluchet, sein iunges leben betauert vnd sich zu keiner bueß bequemen wollen, volgende täg aber bis zu der execution sich also bezaigt, das von ihro der böse trost seliger hinfahrt geschöpft worden“.
Am 22. September 1679 wurde ihr in der Kanzlei, in Gegenwart ihres Fürsprechers ihre Urgicht und das vom Scharfrichter „publizierte“ Urteil verlesen und das Mädchen dann im langen Gewölbe des Schlosses enthauptet. Anschließend wurde der tote Leichnam der Jugend und menglich (gegenüber jedermann) zur Inspektion gezeigt und dann im Laizer Kirchhof in geweihter Erde begraben.
Vergleichbar mit Fällen anderer sogenannter Kinderhexen, verstrickte sich Anna Maria während ihrer Haft immer tiefer in ihren Hexenvorstellungen. In ihrer Not suchte sie Aufmerksamkeit und Zuwendung um jeden Preis. Letztlich wurden ihre Geschichten und Fantasien immer mehr zu ihrer persönlichen Realität. Sie starb in dem Glauben, eine Hexe zu sein; und selbst kurz vor ihrer Hinrichtung bestätigte sie ihr Geständnis erneut. Möglichkeiten zur Abwendung der Strafe durch Reue und Buße ließ sie verstreichen und verweigerte sich der „religiösen Bekehrung“.

## Sententia
In peinlichen inquisitionproceß sachen wider Maria Stärckhin, Hans Stärckhen seel. zue Engelschwieß ehe leiblichen dochter angestellt ist auf beschehene inquisition dariber angeordnete verschiedene examina auf der beklagten oder inquisitiv antwortt vnndt bekhandtnussen [auch dariber eingeholtem rhat der rechtsgelehrten] hiemit entlich vndt zue rechterkhänndt daß beklagte Maria Stärckhin so sie gegenwertig stehet, wegen begangnen vnndt bekhanndten, in actis vndt seiner vrgicht vmbständtlich beschribenen missethaten, vndt lasters der hexerei, in ansehung ihr jugendt, zwahr mit darauf gesetzter ordinari straff geschohndt, jedoch vndt weilen die darbey von laster große bossheith, das alter erfüllet, vnndt zu bestendiger besserung kheine hoffnung erscheinet der lebens straff nicht erlassen werden mögen sondern derentwegen in secreto durch das schwerdt.